# کاجانگ
کاجانگ یا کاژانگ شهری در جنوب شرقی سلانگور مالزی است. این شهر در 20 کیلومتری جنوب شرقی مرکز شهر کوالالامپور ، در موکیم کوترمین (کمون) در منطقه هولو لانگات واقع شده است.